# Автострада А3 (Італія)
Автострада A3 — це автомагістраль у південній Італії, яка пролягає від Неаполя до Салерно, у регіоні Кампанія.До 2017 року маршрут був набагато довшим, йшов після Салерно далі на південь до Реджо-Калабрія; цього року ця ділянка стала частиною нової автомагістралі А2 та двох її відгалужень.

## Огляд
Через те, що ділянки спочатку не були побудовані відповідно до стандартів автомагістралі, а також через погані умови обслуговування, а також через складний рельєф уздовж деяких маршрутів, автомагістраль часто сприймали як символ відсталості та економічних проблем півдня. Італія Італійський історик Леандра Д'Антоне назвав це "справжнім італійським соромом". Європейський Союз відмовляється класифікувати дорогу як «автомагістраль» через десятирічні обмеження на дорожні роботи на нібито сучасній дорозі та вимагає відшкодування своїх фінансових внесків.

## Історія

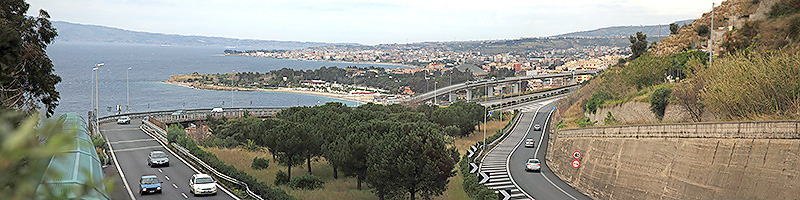
Реджіо-Калабрія: кінець A3 і початок RA04, що сполучається з SS106.

Першою ділянкою дороги, яку було завершено, була ділянка Неаполь-Помпеї, завершена 22 червня 1929 року. Сполучення далі з Салерно було завершено 16 липня 1961 року.
У 1964 році уряд Італії вирішив побудувати автомагістраль, яка з’єднала решту Італії з Калабрією, яка досі вважалася своєрідним «Третім островом» (разом із Сицилією та Сардинією), через характер місцевості, яка ускладнювала проїзд досягти регіону. Нову автомагістраль будували загалом 8 років, роботи здали 13 червня 1974 року.
Дорога, побудована до 1974 року, більше схожа на нестандартну автомагістраль (італ. strada statale, «державна дорога»), ніж на інші автостради (автостради) в Італії.

### 1997–2017 Ремонт
Черги стали звичним явищем, особливо влітку. Щоб вирішити ситуацію, уряд Італії профінансував будівництво нової траси, яка б усунула високі схили та різкі повороти та збільшила проїжджу частину. Це вимагало будівництва нових тунелів і віадуків (серед них Viadotto Italia є найвищим в Італії), водночас залишаючи відкритим рух на поточній автомагістралі. Роботи з реконструкції розпочались у 1997 році та офіційно завершилися у 2016 році під час церемонії, хоча роботи тривали до кінця 2017 року. Розслідування ЄС щодо боротьби з шахрайством робіт, проведених між 2007 і 2010 роками, разом із поверненням понад 300 мільйонів євро ЄС у липні 2012 року призвели до ще більшої затримки завершення модернізації.